# Heinrich Ebhardt
Georg Wilhelm Heinrich Ebhardt (getauft 4. Januar 1808 in Hannover; † 14. April 1899 ebenda) war ein deutscher Buchdrucker und Fabrikant. Der Gründer der Geschäftsbücherfabrik J. C. König & Ebhardt, eines weltweit agierenden Unternehmens, gilt als „»Erfinder« des Geschäftsbuches in seiner lange gebräuchlichen Form“.

## Leben
Geboren als Sohn eines Tuchhändlers in den Wirren der sogenannten „Franzosenzeit“ im Königreich Westphalen, absolvierte Heinrich Ebhardt in Hannover eine kaufmännische Lehre und arbeitete zu Beginn des Königreichs Hannover kurzzeitig in Hildesheim.
Zurück in Hannover, arbeitete Ebhardt bald für die 1822 gegründete Cichorienfabrik seines späteren Stiefvaters Johann Christoph König (1783–1867), die dieser am „Aegidienthor, Kirchwende 2“ angelegt hatte. 1832 oder 1833 war Ebhardt zunächst Mitinhaber des stiefväterlichen Unternehmens geworden war, fuhr seinerzeit noch als „Commis“ mit der Pferdekutsche über das Land. In der Anfangszeit der Industrialisierung gründete er 1845 eine Druckerei, zunächst allerdings nur, um den Eigenbedarf für Etiketten und Formulare der nun J. C. König & Ebhardt genannten Firma zu decken. 1847 wurde Heinrich Ebhardt Alleininhaber des Unternehmens, erwarb 1850 das Bürgerrecht der Stadt Hannover und stieg im selben Jahr – unter der Zusatzfirmierung „Fabrik liniierter Handlungsbücher“ – in den weltweiten Export ein und war über Jahrzehnte immer wieder – teils hochprämierter – Aussteller auf Messen sowie verschiedenen Gewerbe- und Industrieausstellungen.

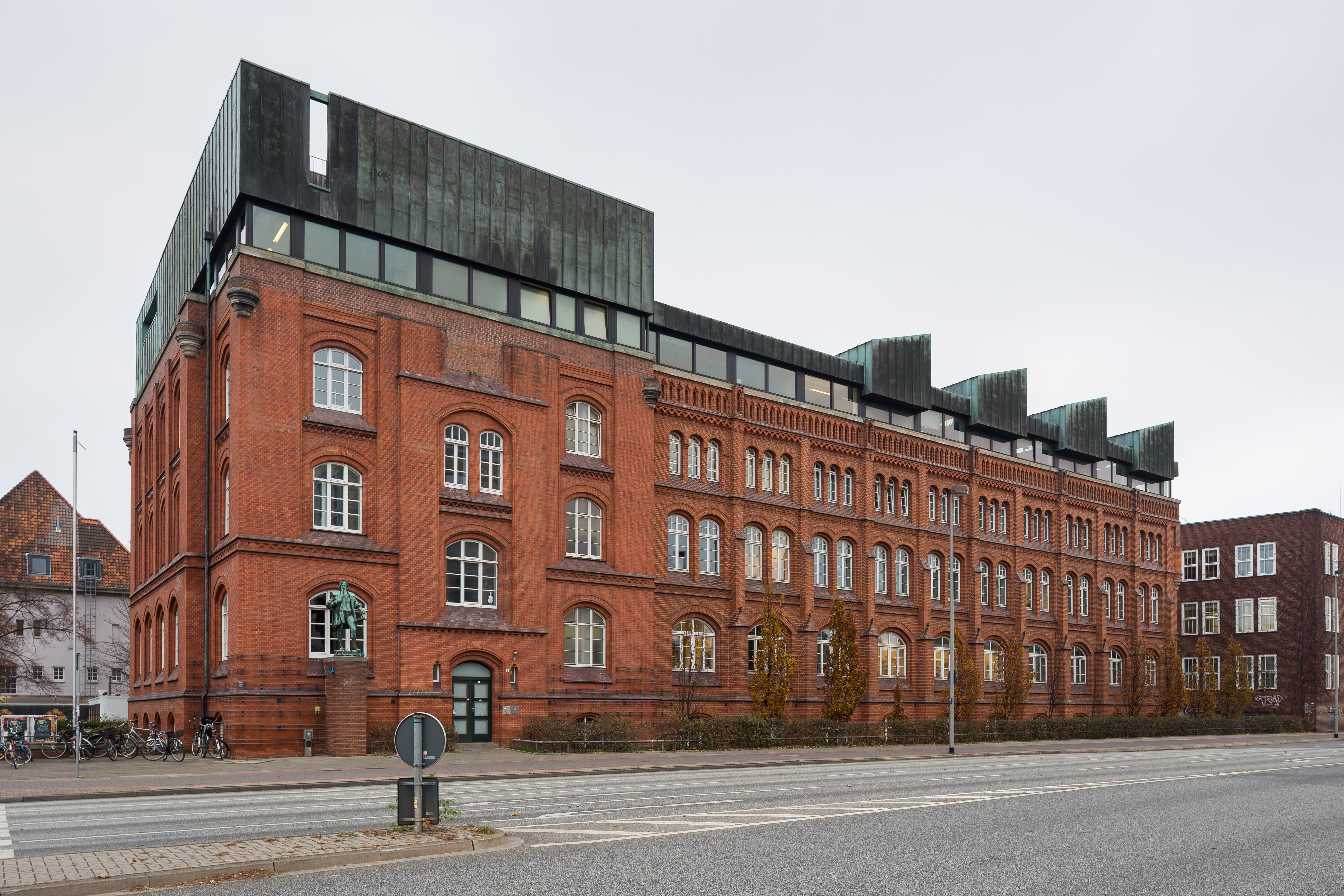
Sanierte und teilumgebaute ehemalige Geschäftsbücherfabrik J. C. König & Ebhardt (heute: Leibniz Universität Hannover) an der Schlosswender Straße Ecke Königsworther Platz

Bald hatte sich der ehemalige Hilfsbetrieb für das Zichorienunternehmen zur ersten Geschäftsbücherfabrik der Welt entwickelt, daher gliederte Heinrich Ebhardt 1867 die Senf- und Zichorienproduktion aus und übertrug diesen Geschäftszweig seinem Sohn Hermann Ebhardt (* 14. September 1835 in Hannover; † 6. Juli 1887 in Bad Nenndorf). In der Gründerzeit des Deutschen Kaiserreichs – Heinrich Ebhardt war zu der Zeit Schwiegervater des Papiermühlenbesitzers, Papiergroßhändlers und späteren Geschäftsbücherfabrikanten Wilhelm Oldemeyer geworden – ließ Ebhardt ab 1874 den Architekten Ludwig Frühling an der Schlosswender Straße in schneller Folge größere Fabrikgebäude im (heutigen) Stadtteil Nordstadt für sein Druckunternehmen errichten.

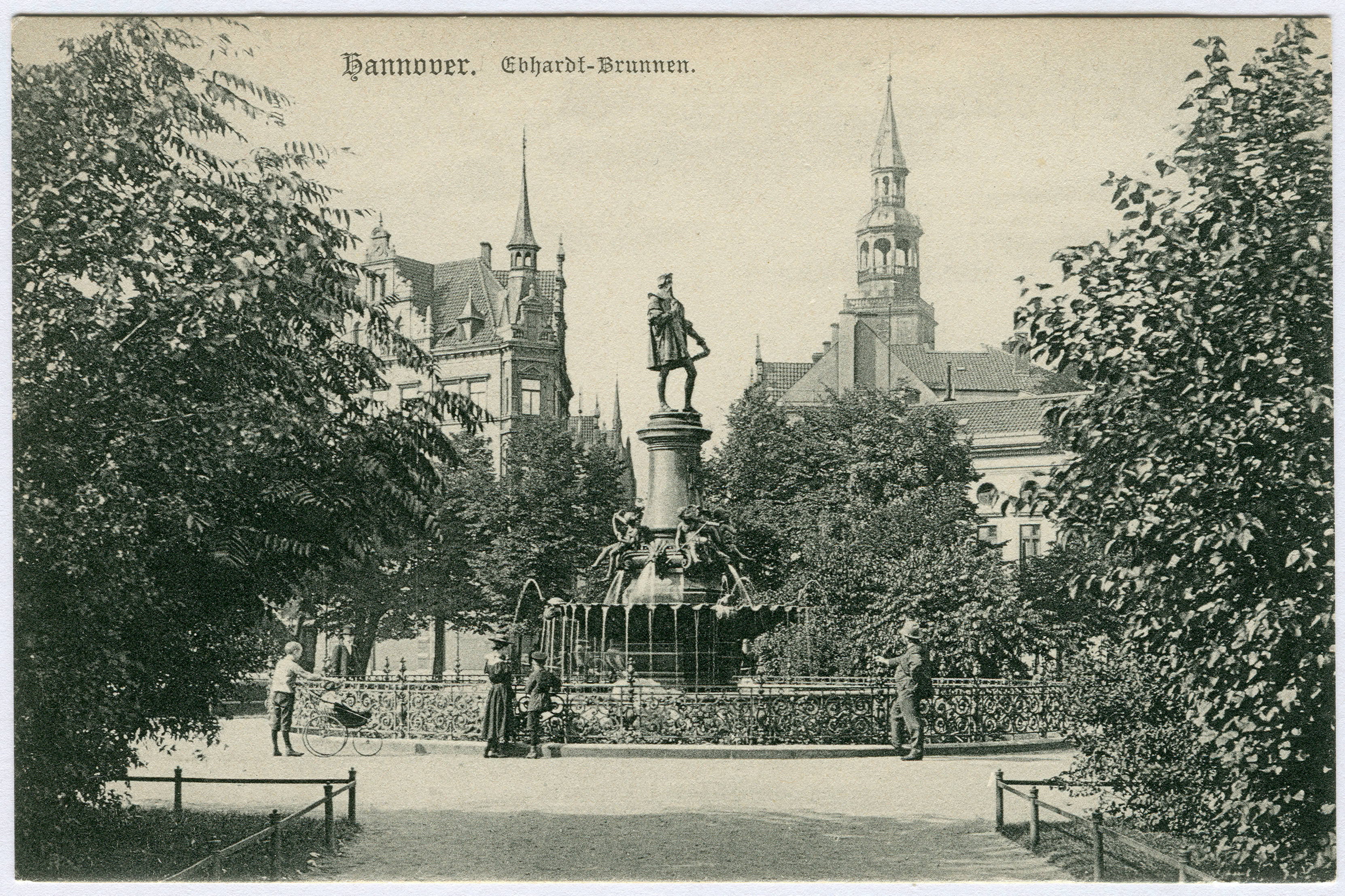
Der später auch Ebhardt-Brunnen genannte Gutenbergbrunnen am Friedrichswall vor der Ebhardtstraße;
Ansichtskarte Nummer 504 von Karl F. Wunder,
Lichtdruck, um 1898

Nachdem Heinrich Ebhardt 1881 zum Kommerzienrat ernannt worden war, stiftete er der Stadt Hannover – „[...] wohl zum Andenken an das 450jährige Jubiläum der Erfindung der Buchdruckerkunst, zu Ehren Gutenbergs“ – den 1890 am Friedrichswall aufgestellten Gutenberg-Brunnen, eine gemeinsame Arbeit von Stadtbauinspektor Paul Rowald und dem Bildhauer Carl Dopmeyer. Etwa aus dieser Zeit stammt eine Fotografie – heute im Besitz des Historischen Museums am Hohen Ufer – mit einer belebten Aufnahme des Brunnens, auf dem die mit „Atelier Karl F. Wunder“ beschriftete Brandmauer von dem Haus Wunder im Hintergrund zu sehen ist.

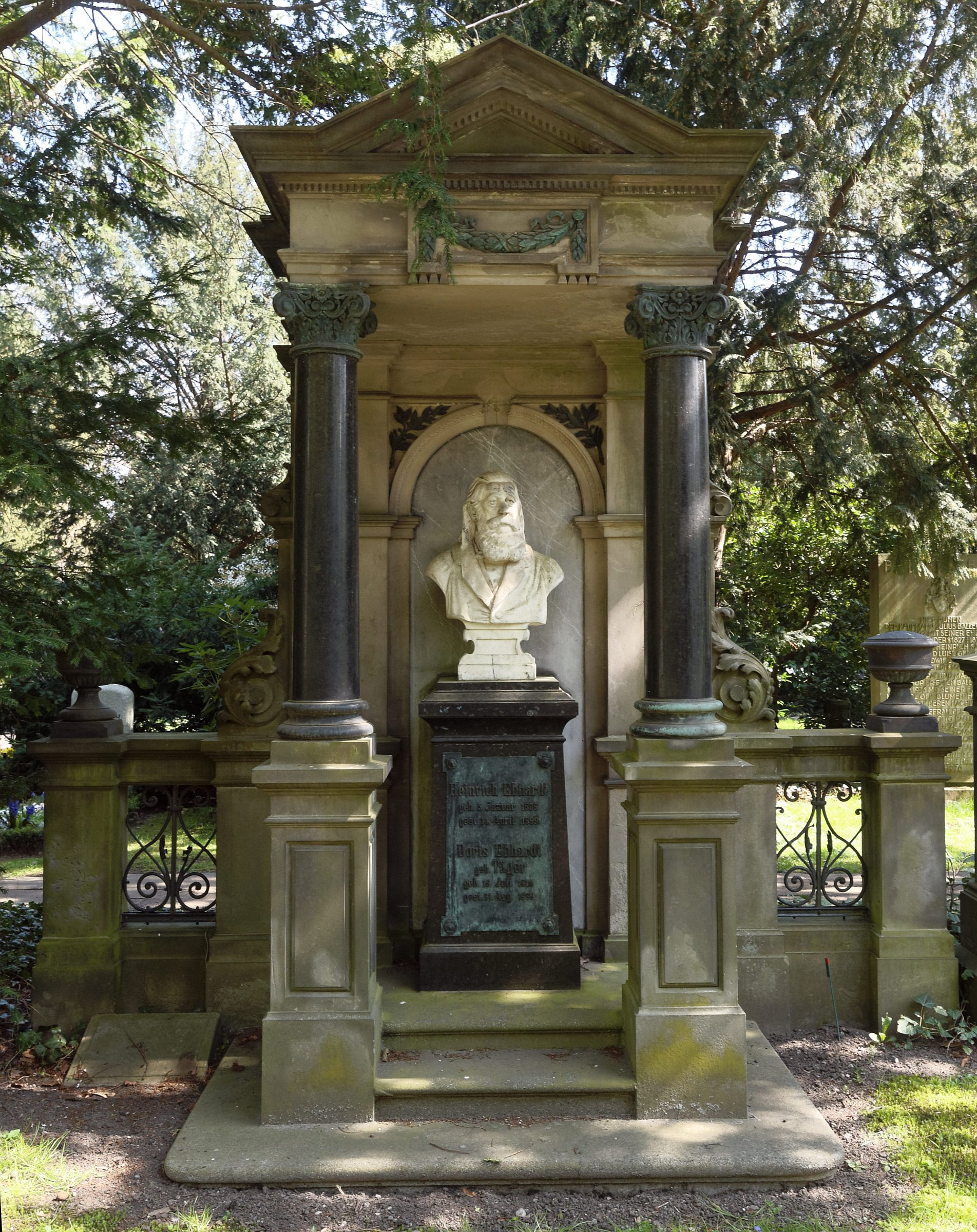
Das Grabmal Ebhardts auf dem Stadtfriedhof Engesohde mit der von Carl Dopmeyer gestalteten Porträt-Büste

Heinrich Ebhardt wurde auf dem Stadtfriedhof Engesohde bestattet. In der Abteilung 9B, Grabnummer 70–75, findet sich auch eine von dem Bildhauer Carl Dopmeyer gestaltete Porträt-Büste des „»Erfinder[s]« des Geschäftsbuches in seiner lange gebräuchlichen Form“.

## Ebhardtstraße
Kurz nach der Aufstellung des Gutenberg-Brunnens am Friedrichswall wurde die 1891 angelegte, von der Marktstraße abgehende und auf den Brunnen zulaufende Ebhardtstraße angelegt. Mit der Namensgebung wurde der Unternehmensgründer und Stifter Heinrich Ebhardt bereits zu Lebzeiten geehrt.